# Michaela Uhrová
Michaela Uhrová (10 de abril de 1982) é uma basquetebolista profissional checa.

## Carreira
Michaela Uhrová integrou a Seleção Checa de Basquetebol Feminino, em Pequim 2008, que terminou na sétima colocação.